# Есбен Тофт Якобсен
Есбен Тофт Якобсен (нар. 25 травня 1977 року Копенгаген,Данія) — данський режисер-мультиплікатор.

## Фільмографія
- 2011 — «Як приручити ведмедя»

- 2014 — «За далекими морями»